# غوانوسين منقوص الأكسجين أحادي الفسفات
غوانوسين أحادي الفسفات منقوص الأكسجين (بالإنجليزية: Deoxyguanosine monophosphate)‏ أو (بالإنجليزية: deoxyguanylate)‏ ويعرف اختصارا بdGMP هو أحد مشتقات الحمض النووي المعروف الغوانوسين ثلاثي الفسفات (بالإنجليزية: guanosine triphosphate)‏ المعروف اختصارا بGMP و الذي تكون فيه مجموعة الهيدروكسيل –HO الموجودة على ذرة كربون رقم  '2 في سكر البنتوز الذي يشكل جزءا من النيوكليوتيد قد تم  اختزالها فأصبح مكانها ذرة هيدروجين لذلك سمي بمنقوص الأكسجين لأنه يختلف عن الغوانوسين ثلاثي الفسفات فقط في أن الصيغة الجزيئية له أقل بمقدار ذرة أكسجين واحدة عن الصيغة الجزيئية للغوانوسين أحادي الفسفات وهذا النقص ناتج عن اختزال مجموعة الهيدروكسيل المذكورة سابقا. وهو يستخدم كأحد مونومرات الحمض النووي الريبوزي منقوص الأكسجين
.